# GNU Libtool
Libtool(립툴)은 GNU 빌드 시스템에서 나온 GNU 프로그래밍 도구이며 컴파일된 포터블 라이브러리를 만드는 데 이용한다. 라이브러리 도구(Library tool)의 준말이다.
Libtool은 일반적으로 Autoconf 및 Automake와 함께 쓰이며 이 두 개의 도구도 GNU 빌드 시스템의 일부로 되어 있다.

## 같이 보기
- GNU 컴파일러 모음
- Pkg-config

## 참조
1. ↑  “GNU”. 2012년 6월 25일에 확인함.
2. ↑  Ileana Dumitrescu (2024년 9월 25일). “libtool-2.5.3 released [stable]”. 《GNU Libtool - News》. savannah.gnu.org. |title=에 지움 문자가 있음(위치 1) (도움말)